# Bucovăț (Dolj)
Bucovăţ é uma comuna romena localizada no distrito de Dolj, na região de Oltênia. A comuna possui uma área de 82.64 km² e sua população era de 3992 habitantes segundo o censo de 2007.